# Henri De Bruyne

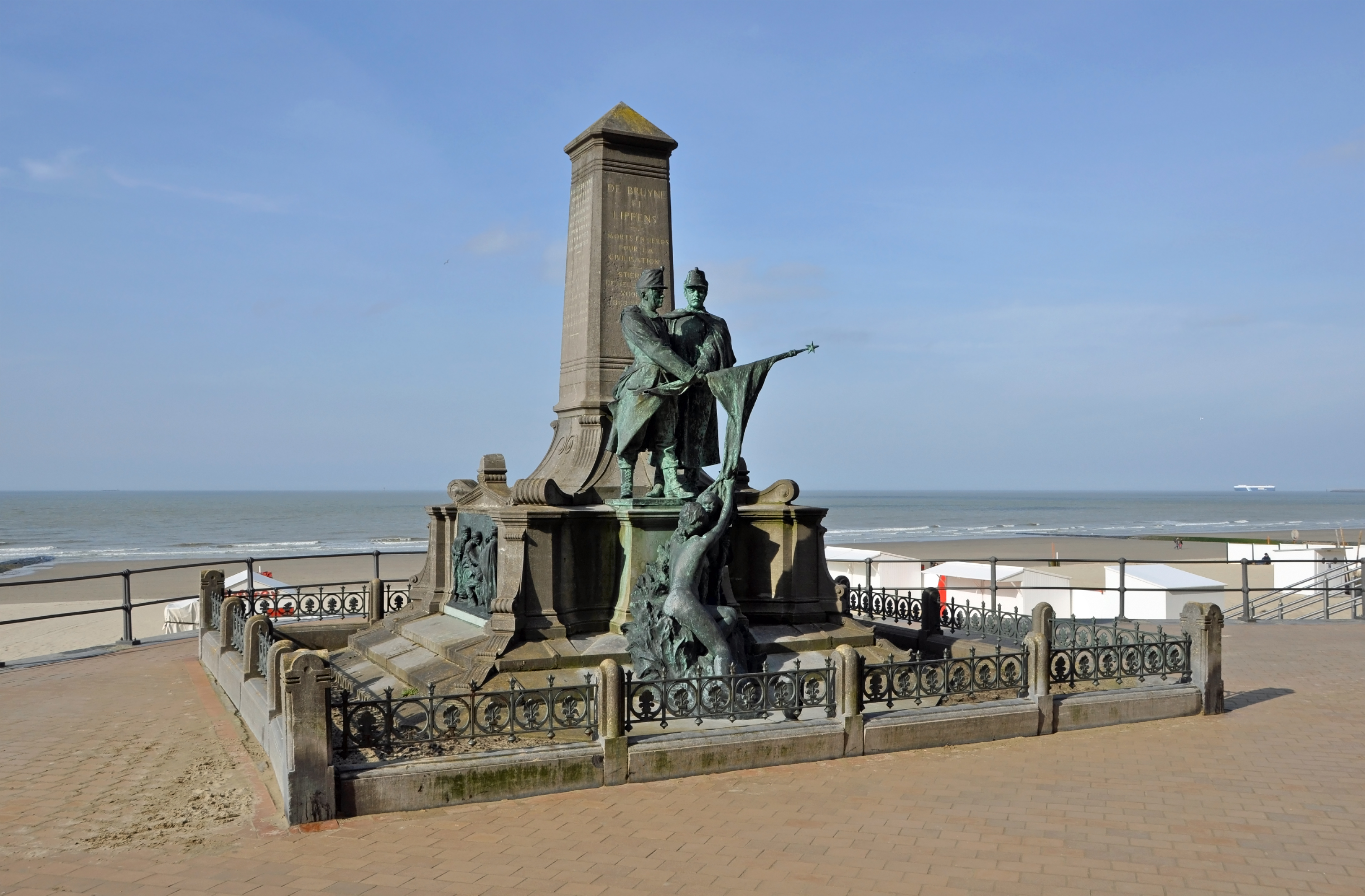
Denkmal für Lippens und De Bruyne an der Strandpromenade von Blankenberge

Henri-Auguste De Bruyne (* 2. Februar 1868 in Blankenberge, Belgien; † 1. Dezember 1892  in Kasongo, Kongo-Freistaat) war ein belgischer Soldat und Kolonialbeamter. Er diente ab Ende der 1880er Jahre für den belgischen König Leopold II. im Kongo-Freistaat und wurde dort während der Kämpfe gegen arabische und Swahili-Sklavenjäger getötet.

## Biographie
Nach der Sekundarschulausbildung am Athénée de Bruges in Brügge besuchte er die Regimentsschule und trat am 16. Oktober 1886 dem 2. Linienregiment bei.
Am 1. Januar 1887 wurde er zum Korporal befördert und am 1. April 1888 zum Sergeant. Am 30. Juni meldete er sich freiwillig zur Ausreise in den Kongo und schiffte sich am 14. September 1889 in Liverpool an Bord des Dampfers Nubia ein.
Nach seiner Ankunft in Boma wurde er nach Lualaba in die sogenannte arabische Zone im Osten des Landes versetzt, wo er Stellvertreter des in Bena Kamba ansässigen Kommandanten Lenger wurde. Er erreichte sein Ziel am 19. Februar 1890. Anfang der 1890er Jahre sollten die Stationen in dieser Region eigentlich aufgrund der starken feindlichen Aktivitäten seitens der swahili-arabischen Sklaven- und Elfenbeinjägern geräumt werden, woran insbesondere Paul Le Marinel beteiligt war.
Doch vor der Räumung trafen am 2. November 1891 Hinde und Scheerlinck als Abgesandte der belgischen Anti-Sklaverei-Gesellschaft ein, um Kontakt mit den Arabern am Lomami aufzunehmen. Am 12. Dezember trafen sie in Bena Kamba mit De Bruyne zusammen, dem sie sein Leutnantspatent und den Befehl übergaben, sich dem in Kasongo ansässigen Leutnant Joseph Lippens anzuschließen. Letzterer hatte Scheerlinck in einem Brief vom 6. Oktober über seinen schlechten Gesundheitszustand (Ruhr, Hepatitis, Nieren- und Herzkrankheiten, zur Bewegungslosigkeit verurteilt) und über den Aufstand von Sefu bin Hamid, dem Sohn von Tippu-Tip, informiert, der die Streitkräfte der Force Publique unter Francis Dhanis angreifen wollte. 
Hintergrund dieser Aktion war, dass Gongo Lutete, Oberhaupt der Bassonge, der zunächst ein Verbündeter von Sefu bin Hamid gewesen war, nun auf der Seite der Force Publique gegen diesen kämpfte. Sefu bin Hamid drohte damit, Kasongo mit 10.000 bewaffneten Kämpfern in Richtung Ikere am rechten Ufer des Lomami zu verlassen, da er beabsichtige, den Fluss zu überqueren und die Staatsstreitkräfte anzugreifen, wenn ihm Gongo Lutete nicht ausgeliefert und das Gebiet, das er als sein Eigentum betrachtete, nicht geräumt werde. Lippens stand daher in Kasongo außerdem unter Hausarrest.

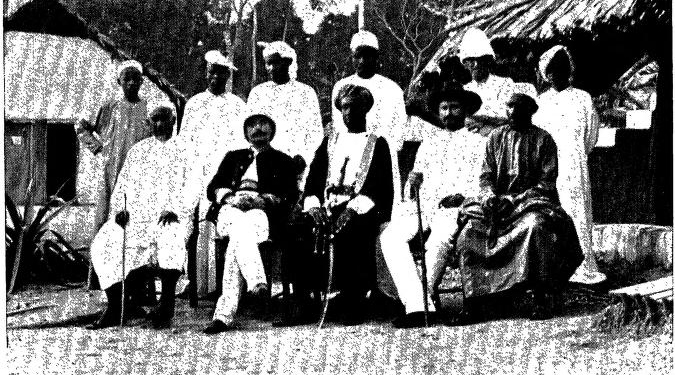
Joseph Lippens und Henri De Bruyne mit Sefu bin Hamid, ca. 1891

Nach Erhalt des Briefes begaben sich Scheerlinck und Hinde am 22. Oktober zum Lomami. Sie erreichten den Fluss am 26. Oktober, als Sefus Truppen bereits für den Übergang bereit waren. In einem weiteren Brief vom 29. Oktober, der von De Bruyne unterzeichnet wurde, riet dieser, sich nicht auf Kampfhandlungen einzulassen, sondern Verhandlungen anzustreben.
Am 14. November teilte De Bruyne mit, dass er von Sefu erwirkt habe, als Gesandter an das Flussufer geschickt zu werden, um mit Scheerlinck und Hinde zu verhandeln und ihnen die Vorschläge des arabischen Anführers zu überbringen. Insbesondere sollten Scheerling und Hinde den Sultan persönlich aufsuchen, unbewaffnet und fast ohne Eskorte, um den Streit beizulegen. Aus Angst vor einem Hinterhalt weigerten sich diese allerdings und rieten De Bruyne, der am rechten Ufer geblieben war, schwimmend zu fliehen. De Bruyne weigerte sich jedoch, da er seinen Anführer und Freund Lippens nicht im Stich lassen wollte. Somit waren die Verhandlungen gescheitert.
In den folgenden Tagen kam es zum Kampf und die Truppen unter der Führung von Francis Dhanis besiegten die einheimischen Kräfte. Einige Überlebende kehrten nach Kasongo zurück und töteten dort aus Rache Lippens und De Bruyne. Den beiden Belgiern wurden die Hände abgehackt und zu Sefu geschickt. Lippens‘ Körper wurde nicht weiter verstümmelt, der von De Bruyne jedoch wurde in Stücke geschnitten. Als Sefu nach Kasongo zurückkehrte, ließ er die Leichen vor seiner Residenz begraben.
Als Dhanis‘ siegreiche Truppen Kasongo am 17. April 1893 einnahmen, ließ er die sterblichen Überreste exhumieren und mit einer feierlichen Beerdigung beisetzen.
De Bruynes Entschluss, zu Lippens zurückzukehren, um seinen Anführer nicht im Stich zu lassen, rief tiefe Bewunderung hervor. Blankenberge, die Stadt, in der er geboren wurde, errichtete ihm an der Strandpromenade ein Denkmal. Im Ersten Weltkrieg teilweise zerstört, wurde es 1921 wieder aufgebaut.
Weiterhin wurde eine Straße nach ihm benannt und sein Porträt schmückt einen Ratssaal seiner Heimatstadt.